# 퍼스트 타임 (모닝구무스메의 음반)
퍼스트 타임(ファーストタイム, First Time)은 1998년 7월 8일에 발매된 모닝구무스메의 첫 번째 정규 앨범이다.

## 개요
- 싱글 곡 "모닝커피", "서머 나이트 타운", "사랑의 씨앗"과, 데뷔 곡 후보로 녹음 된 "어떻게 좀 해줘, 토요일", "거짓말쟁이 당신" 등이 수록되어 있다.

- 앨범 곡 "꿈 속"은, 이이다 카오리의 졸업 콘서트에서 졸업 곡으로 불렸다.

- 선물 응모 엽서가 봉입되었다.
  - 특대 오리지널 포스터 (1030×1456) 100명
  - 오리지널 전화 카드 1,000명

## 수록곡
1. Good Morning
작사, 작곡 : 층쿠 / 편곡 : 마에지마 야스아키
2. サマーナイトタウン
작사, 작곡 : 층쿠 / 편곡 : 마에지마 야스아키
3. どうにかして土曜日
작사, 작곡 : 층쿠 / 편곡 : 다카하시 유이치
4. モーニングコーヒー
작사, 작곡 : 층쿠 / 편곡 : 사쿠라이 데쓰타로
5. 夢の中
작사, 작곡 : 층쿠 / 편곡 : 마에지마 야스아키
6. 愛の種
작사 : 사에키 겐조 / 작곡, 편곡 : 사쿠라이 데쓰타로
7. ワガママ
작사 : 가노 아키코 / 작곡 : 층쿠 / 편곡 : 구로오 슌스케
8. 未来の扉
작사, 작곡 : 층쿠 / 편곡 : 이마이 료스케
9. ウソつきあんた
작사, 작곡 : 층쿠 / 편곡 : 다카하시 유이치
10. さみしい日
작사, 작곡 : 층쿠 / 편곡 : 마에시마 야스아키

## 참가 뮤지션
※괄호는 트랙 번호
- 모닝구무스메
  - 나카자와 유코 - 보컬 (3, 6, 9, 10), 하모니 (1, 2, 4, 5, 7, 8), 코러스 (1, 3, 5, 8), 박수 (3)
  - 이시구로 아야 - 보컬 (1-4, 6, 7-10), 하모니 (3, 5), 코러스 (1, 3, 8), 박수 (3)
  - 이이다 카오리 - 보컬 (3, 5, 6, 8, 10), 하모니 (1-4, 7, 9), 코러스 (1, 3, 8), 박수 (3)
  - 아베 나츠미 - 보컬 (1-4, 6, 8, 10), 하모니 (5, 7, 9), 코러스 (1, 3, 8), 박수 (3)
  - 후쿠다 아스카 - 보컬 (1-6, 8-10), 코러스 (1, 3, 7, 8), 박수 (3)
  - 야스다 케이 - 보컬 (1, 5, 7, 8, 10), 코러스 (1-3, 8, 9), 박수 (3)
  - 이치이 사야카 - 보컬 (1, 7, 8, 10), 코러스 (1-3, 5, 8, 9), 박수 (3)
  - 야구치 마리 - 보컬 (10), 하모니 (1, 5, 8), 코러스 (1-3, 7-9), 박수 (3)
- 이나바 마사히로 - E.기타 (1-3, 5, 8)
- 마에지마 야스아키 - A.피아노 (1, 3, 10), 키보드, 프로그래밍 (1, 2, 5), 로즈 피아노 (9)
- 오기미 겐 - 퍼커션 (2)
- 기무라 만사쿠 - 드럼 (3)
- 요코야마 마사후미 - 베이스 (3)
- 사사키 시로 - 트럼펫 (3), 호른 (5)
- 고바야시 후시 - 트럼펫 (3)
- 가와이 와카바 - 트럼펫 (3)
- 니시다 간 - 베이스 트럼본 (3)
- 모리 노부유키 - 테너 색소폰 (3)
- 다카하시 유이치 - 프로그래밍 (3, 9), 12현 기타, A.기타 (4), 기타 (5)
- 쓰치야 기요시 - E.기타 (4, 6)
- 고노 신 - A.피아노 (4, 6), 키보드 (4, 6)
- 사쿠라이 데쓰타로 - 프로그래밍 (4), 코러스 (6)
- 사노 사토시 - 트럼본 (5)
- 가네하라 그룹 - strings (5)
- 요코제니 유지 - 드럼 (6, 7)
- 로쿠카와 마사히코 - 베이스 (6)
- 와타나베 히토시 - 베이스 (7)
- 구로오 슌스케 - E.기타, 프로그래밍 (7)
- 이마이 료스케 - 프로그래밍, 턴테이블 (8)
- 가와무라 노리야스 - 드럼 (9)
- 미쿠즈키 치하루 - 베이스 (9)
- 마스자키 다카시 - E.기타, A.기타 (9)
- 층쿠 - 탬버린 (9), 페이크 (10)

## 차트
- 주간최고순위 4위 (오리콘 차트)
- 등장횟수 18주 (오리콘 차트)